# Eria albescens
Eria albescens är en orkidéart som beskrevs av Henry Nicholas Ridley. Eria albescens ingår i släktet Eria och familjen orkidéer.
Artens utbredningsområde är Sumatera. Inga underarter finns listade i Catalogue of Life.